# Amphipteryx meridionalis
Amphipteryx meridionalis is een libellensoort uit de familie van de Amphipterygidae (Bergvlamjuffers), onderorde juffers (Zygoptera).
De wetenschappelijke naam van de soort is voor het eerst geldig gepubliceerd in 2010 door González-Soriano.